# Frédéric de Tabor
Frédéric de Tabor (en allemand Friderich von Tabor) est un militaire des forces armées néerlandaises, françaises puis belges né à Francfort-sur-le-Main le 19 décembre 1776 et décédé à Saint-Josse-ten-Noode le 31 mai 1851.
Sous le régime belge, il fut le commandant militaire de la province de Luxembourg pendant la période de l'annexion du Grand-duché de Luxembourg par la Belgique.

## Biographie

### Originies et vie privée
Fils d'Auguste von Tabor et de Marie-Louise de Claudi, Frédéric de Tabor nait dans la ville libre de Francfort-sur-le-Main, dans le Saint-Empire romain germanique. Il se marie avec Anna de Guiselti avec laquelle il n'aura pas d'enfants. Il obtient la naturalisation belge par un arrêté du 18 décembre 1837.

### Carrière militaire
Il commence sa carrière militaire le 1er décembre 1791 comme cadet dans le 1er régiment d'infanterie de la principauté de Waldeck-Pyrmont, au service des Provinces-Unies. Il participe à la guerre de la première coalition et est promu enseigne de la 4e compagnie du 1er bataillon le 23 avril 1793. Après les combats de Linselles lors de la bataille de Hondschoote, Frédéric de Tabor est blessé d'une balle à l'épaule droite lors de la bataille de Menin.
On le retrouve ensuite lors du siège de Landrecies puis dans la bataille de Fleurus avant de se retirer vers Breda.
Il fut promu lieutenant le 11 janvier 1799, puis fut affecté au contingent de la Première République française dans le cadre du projet français d'invasion du Royaume-Uni (1803-1805). Il était alors sous les ordres général Jean-Baptiste Dumonceau.
Il est promu capitaine le 18 février 1808, puis lieutenant-colonel le 8 septembre. Frédéric de Tabor est fait prisonnier de guerre le 11 novembre 1813 lors de la campagne d'Allemagne et rentre de captivité en 1814, ce qui lui permet de participer à la campagne de Belgique à l'état-major du maréchal Emmanuel de Grouchy. 
Après la défaite lors de la bataille de Waterloo, il démissionne des armées françaises le 28 novembre 1815.
Admis dans l'armée du Royaume uni des Pays-Bas comme major d'infanterie, il est affecté à la 4e division d'infanterie. Le 30 janvier 1830, il est promu lieutenant-colonel à la 3e division d'infanterie, en garnison à Mons.

### Après la Révolution belge
Après la Révolution belge et le déclenchement de la guerre belgo-néerlandaise, le gouvernement provisoire de Belgique, le nomme colonel le 29 septembre 1830 et le charge de l'organisation du 3e régiment d'infanterie de ligne. Alors commandant des forces belges à Anvers, il est promu général de brigade le 27 mai 1831 et a plusieurs altercations avec le général David Chassé, commandant des forces armées néerlandaises toujours en garnison dans la citadelle d'Anvers.
Le 28 avril 1832, il est envoyé à Arlon et nommé commandant des forces militaires belges de la province de Luxembourg, après l'annexion du Grand-duché de Luxembourg par la Belgique. Il doit gérer plusieurs crises dues à la question du Luxembourg et à la proximité de la forteresse de Luxembourg, que la Belgique n'avait pas le droit d'administrer. Il est, entre autres, le rapporteur officiel des évènements de l'affaire de Strassen, le 22 avril 1838, lorsque le général Frédéric Dumoulin, commandant de la garnison prussienne de Luxembourg envoya une troupe de 1 200 hommes à Strassen afin d'y enlever un drapeau belge, hissé en guise de protestation à la future scission du Luxembourg.
Il est admis à la retraite le 18 juillet 1842 et promu lieutenant général à titre honoraire le 21 juillet.

## Distinctions
- Ordre de l'Union : chevalier le 27 août 1808
- Ordre impérial de la Réunion : officier, le 7 mars 1812
- Ordre national de la Légion d'honneur : chevalier le 13 septembre 1813, officier le 13 octobre 1814
- Ordre royal de Saint-Louis : chevalier le 6 novembre 1814
- Ordre de Léopold de Belgique : chevalier le 15 décembre 1833, officier le 14 décembre 1837, commandeur le 31 octobre 1847.